# Sófia Tolstaia
Sófia Tolstaia (rus: Софья Толстая)  (Pokrovskoye-Streshnevo, 22 d'agost de 1844 (Julià) - Iàsnaia Poliana, 4 de novembre de 1919), nom complet amb patronímic, rus: Со́фья Андре́евна Толста́я (nascuda Sophia Behrs), fou una escriptora, fotògrafa i copista russa. Va estar casada amb l'escriptor Lev Tolstoi.
Va treballar durant anys amb el seu marit, encarregant-se de la promoció i la gestió dels seus llibres. Entre d'altres, va copiar set cops el manuscrit de Guerra i pau. A partir de 1887 va interessar-se per la fotografia, i va fer més de 1.000 plaques de la seva vida en l'Imperi Rus. Va escriure també diferents diaris que van ser publicats el 1980.
Va tenir 13 fills, 8 dels quals van arribar a l'edat adulta.
Va ser interpretada per Helen Mirren en la pel·lícula de 2009 L'última estació, que li va valer una nominació als Premis Oscar.